# あまあね
『あまあね』は、2010年6月25日にPeasSoftより発売されたアダルトゲーム。PeasSoftの第6作目。2009年10月21日に公式サイトが開設され、公表された。2011年ファンディスク『あまかん〜えっちなラブいちゃ♥詰めちゃいました〜』発売。
本作は学園を舞台とした恋愛アドベンチャーゲームであり、主要なヒロインの5人は全員姉キャラという設定である。

## ストーリー
東京都の近郊にある人口五千人ほどの島「美桜島」に暮らす主人公・八嶋 大輔は、島にある「桃華学園」に通いつつも、2人の義姉とともに学園寮「八嶋荘」の管理人を務めていた。
ところがある日、「八嶋荘」は学園の公式寮から外される危機に立たされる。

## 登場人物

### 八嶋荘の住人達
八嶋 大輔（やしま だいすけ）
この物語の主人公。桃華学園の2年生であると同時に、学園寮「八嶋荘」の管理人を務めている。母親譲りの強面故不良と誤解されやすいが、真面目な性格で家族想いであり、家事を得意としている。血の繋がらない義理の姉たちと同居している。
高階 なつみ（たかしな なつみ）
声：柚木かなめ
桃華学園の3年生。大輔より1歳上の幼馴染。大輔のことを弟のように思っている。神社である実家には「智之」という名の実の弟がいるが、その弟と相部屋になるのが嫌で八嶋荘に入った。以前は空手を習っていたが、今はやめてしまった。
八嶋 乙女（やしま おとめ）
声：桜川未央
大輔の義理の姉。桃華学園の3年生で現役の学生会長。幼い頃に互いの親同士が再婚したことにより大輔と姉弟の関係となった。大輔と共に八嶋荘で暮らしている。学園では優等生として振舞っているが寮では家事のすべてを大輔にまかせ、だらしない生活を送っている。
八嶋 柚月（やしま ゆづき）
声：青葉りんご
大学を卒業したばかりの新米音楽教師であり、桃華学園に臨時教師として赴任し、大輔のクラスを受け持つと同時に八嶋荘の住人となる。大輔の実兄と最近結婚し、大輔の義姉となったが、その兄は結婚後すぐに他界してしまった。ドジで頼りがなく天然ボケ気味で、大人としての威厳がまるで感じられない。
八嶋 恵（やしま めぐみ）
声：民安ともえ
乙女の実妹で大輔の2人目の義姉。大輔のことを「大ちゃん」と呼ぶ。桃華学園の2年生で大輔と同い年だが、誕生日が一日早いという理由でいつも姉貴面をしている。学園では空手部に所属。
御子柴 沙紀（みこしば さき）
声：青山ゆかり
桃華学園の3年生。大輔の初恋の相手だったが、本土にある別の学校に転校してしまう。その後再び美桜島へ戻ってきた。転校前は優しい性格だったが現在は別人のように怖く厳しい態度を取っている。

### その他
喜多村 日和（きたむら ひより）
声：藤森ゆき奈
桃華学園の2年生で大輔のクラスメイト。恵と2人だけの空手部に所属している。
林 ほのか（はやし ほのか）
声：遠野そよぎ
桃華学園の3年生で沙紀の友人。沙紀と一緒に転校してきた。
下柳 月子（しもやなぎ つきこ）
声：東かりん
桃華学園で化学を教える教師で空手部の顧問。身長が135cmしかない子供体型。
今里 真（いまさと まこと）
声：みる
桃華学園の2年生。日和と共に2人で校内放送『あまあま放送局』のパーソナリティを務める。性別は男だが、女子の制服を着ており、外見も非常にかわいらしい。
高階 智之（たかしな ともゆき）
声：マーガリン天狗
なつみの弟で大輔の男友達。

## スタッフ
- 原画：きくらげ、四条定史、熊虎たつみ
- デフォルメ原画：羽鳥ぴよこ
- シナリオ：八延、川口トオル

## 主題歌
オープニングテーマ「あなただけのANSWER」
作詞 - 宮沢ゆあな / 作曲 - 薬師るり / 編曲 - 松美夜孤雨兵、根本克則 / 歌：八嶋柚月（青葉りんご）
挿入歌「Sweet bitter time」
作詞 - 青葉りんご / 作曲・編曲 - MASAMU / 歌 - 八嶋柚月（青葉りんご）
エンディングテーマ「I Wish*」
作曲 - 羽丘淳（Kraster） / 歌・作詞 - Ne;on（Kraster）

## CD
ゲーム発売に先行して、2009年末開催のコミックマーケット77において『あまあね ボイスドラマ＋PeasSoft サウンドトラック』が発売され、2010年1月29日に一般発売された。
また、2010年5月28日に八嶋柚月（青葉りんご）の歌うオープニングテーマ『あなただけのANSWER』と挿入歌『Sweet bitter time』の収録されたシングル『あなただけのANSWER』がdandelion Recordより発売予定。